# Concise
Concise (toponimo francese) è un comune svizzero di 961 abitanti del Canton Vaud, nel distretto del Jura-Nord vaudois.

## Geografia fisica
Concise si affaccia sul lago di Neuchâtel.

## Storia

### Simboli
Lo stemma, la cui origine non è nota, è conosciuto fin dal XVIII secolo e si può vedere impresso su una delle campane della chiesa locale del 1737.

## Monumenti e luoghi d'interesse

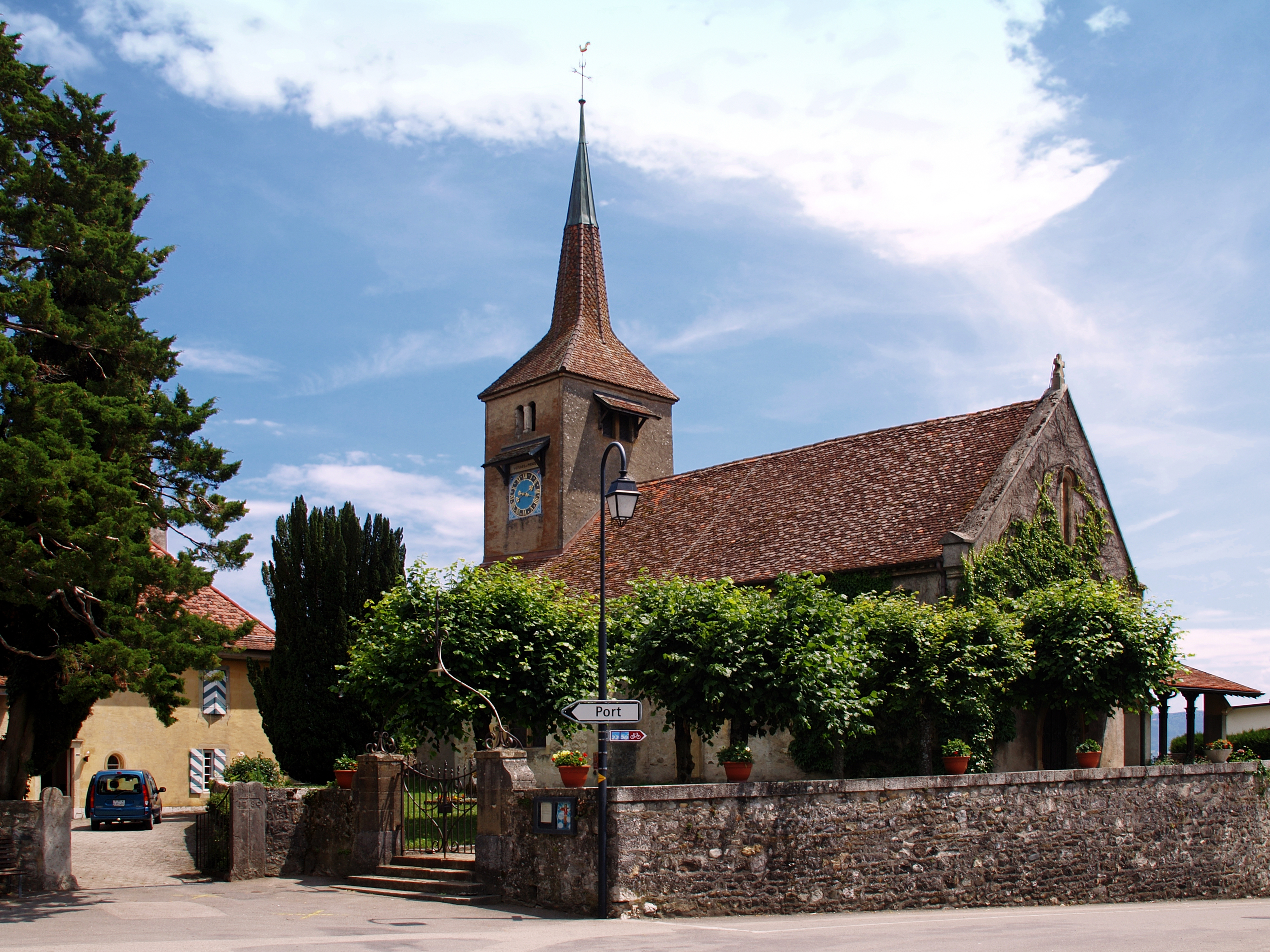
La chiesa di San Giovanni Battista

La certosa di La Lance nel 1899

- Chiesa riformata di San Giovanni Battista, attestata dal 1180 e ricostruita nel XV secolo e nel 1676-1677[2];
- Certosa di La Lance, eretta nel 1318-1328[3].

## Società

### Evoluzione demografica
L'evoluzione demografica è riportata nella seguente tabella:
Abitanti censiti

## Amministrazione
Ogni famiglia originaria del luogo fa parte del cosiddetto comune patriziale e ha la responsabilità della manutenzione di ogni bene ricadente all'interno dei confini del comune.

## Infrastrutture e trasporti
Concise è servita dall'omonima stazione sulla ferrovia Losanna-Olten.